# François Colombe du Lys
François Colombe du Lys est un peintre français né à Domrémy vers 1595, et mort à Toulouse en 1661.

## Biographie

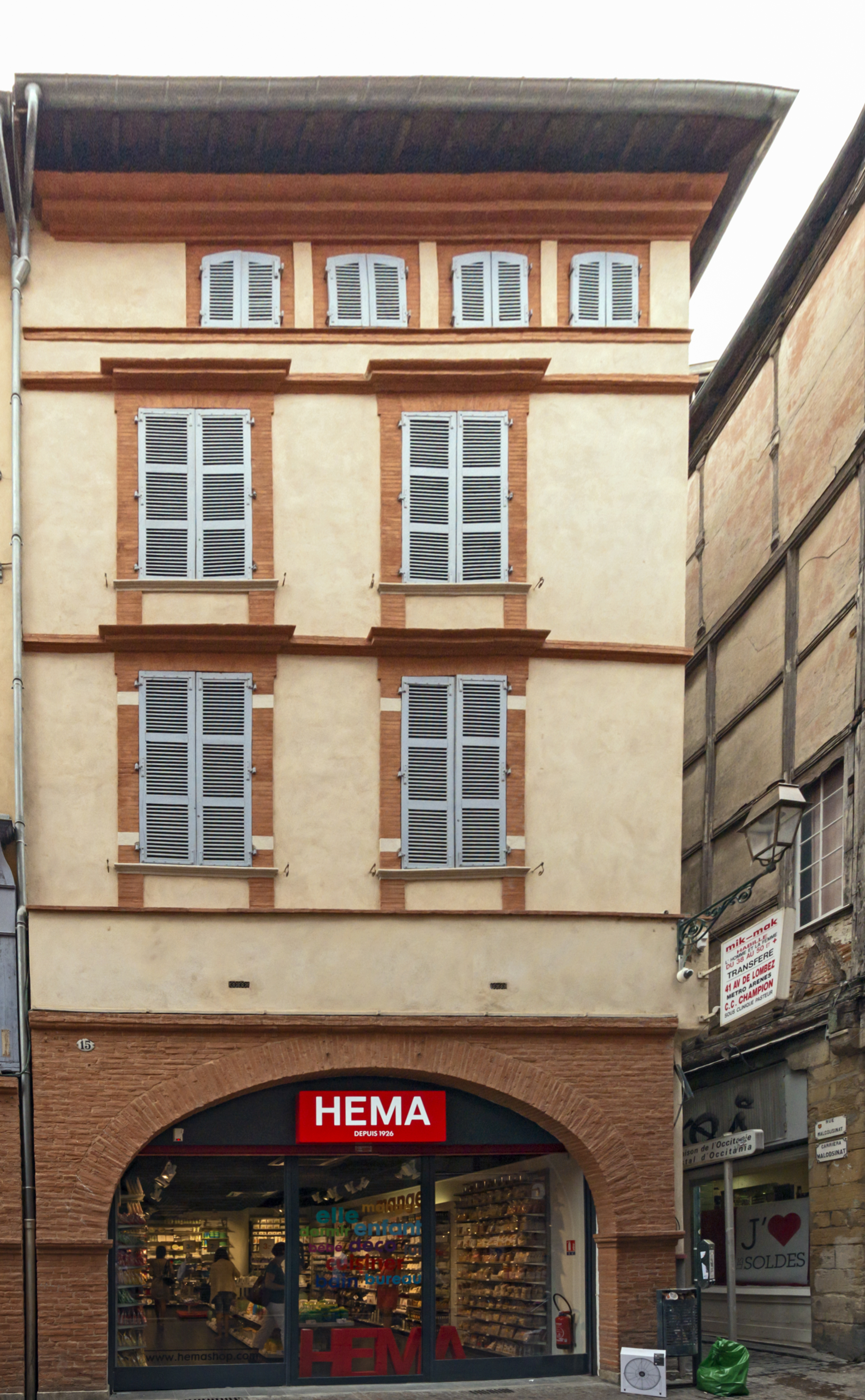
Toulouse : Emplacement de la maison du peintre François Colombe du Lys,
15 rue des Changes

François Colombe du Lys est le fils de Joachin (ou Gaspard-Étienne, d'après Robert Mesuret dans Évocation du Vieux Toulouse) de Colombe, sieur des Chanois, et de Marie de Vincent du Lys, fille de Blaise de Vincent et de Barbe du Lys (née en 1537), fille de Didier du Lys (†1557), seigneur de Gibeaumeix, descendant de Jean du Lys, un des frères de Jeanne d'Arc d'après une enquête du notaire royal héréditaire de Vaucouleurs, marié à Nicole de Brixey, de Gombervaux.
Il a habité à Toulouse dans la maison située au no 15, rue des Changes. Marié à Marie Dandré, la maison a été sa propriété après la mort de son mari avant de revenir à son fils, le peintre N. Colombe du Lys qui l'a vendu en 1722 au marchand Bernard Campmartin.
On trouve des éléments sur la biographie de Colombe du Lys dans le manuscrit de Joseph Malliot (1736-1811), Vie de quelques artistes dont les ouvrages font l'ornement de la ville de Toulouse dont il existe trois copies du manuscrit original qui a disparu. Dans le manuscrit qui appartenait à l'éditeur E. Connac :
Colombe du Lys, dont ignore la patrie, était, dit-on, de la famille de la Pucelle d'Orléans,. Il vint à Toulouse pour y étudier l'art de peindre, sous Chalette. Quoique jeune, éloigné de ses parents et livré à lui-même, il sut dompter son naturel impétueux et fier qui aurait peut-être retardé ses progrès dans l'étude de son art. Sa docilité et son application étaient telles que Chalette le proposait pour modèle à ceux de son école?
La vue de ses premiers tableaux lui valut des protecteurs et c'en fut assez pour susciter des envieux. Ils lui firent contester la qualité de noble qu'il prenait au bas de ses tableaux. Ils prétendaient qu'il avait dérogé, n'ayant pour son entretien que ce qu'il gagnait avec son pinceau. Une pareille contestation finit comme on avait lieu de s'y attendre dans un siècle éclairé. Un arrêt du Conseil le maintint dans sa qualité de gentilhomme, en exhortant à cultiver son art comme compatible avec la plus haute noblesse, dont il transmet les faits glorieux à la postérité.
Il conserva toujours dans sa manière quelques nuances du coloris de Chalette. On voyait de lui aux Pénitents blancs de Toulouse Jésus-Christ en Croix, la Flagellation et Hérode faisant revêtir le Sauveur d'une robe blanche, et à Saint-Étienne, le Baptême de Jésus-Christ . (folios 464-465)
Il est chargé avec Hilaire Pader et Denis Perrault de terminer les travaux de Jean Chalette à la fin de sa vie. Il a été un des décorateurs des Pénitents blancs.
André Lèbre (1629-1700) a été formé dans les ateliers d'Antoine Durand et de François Colombe du Lys.
D'après Robert Mesuret, il est mort, en 1661, dans la maison de Françoise Audouine, veuve de d'Arnaud Delbosc, tapissier, rue de la Colombe dans le capitoulat de la Pierre, absorbée par la rue de Metz.

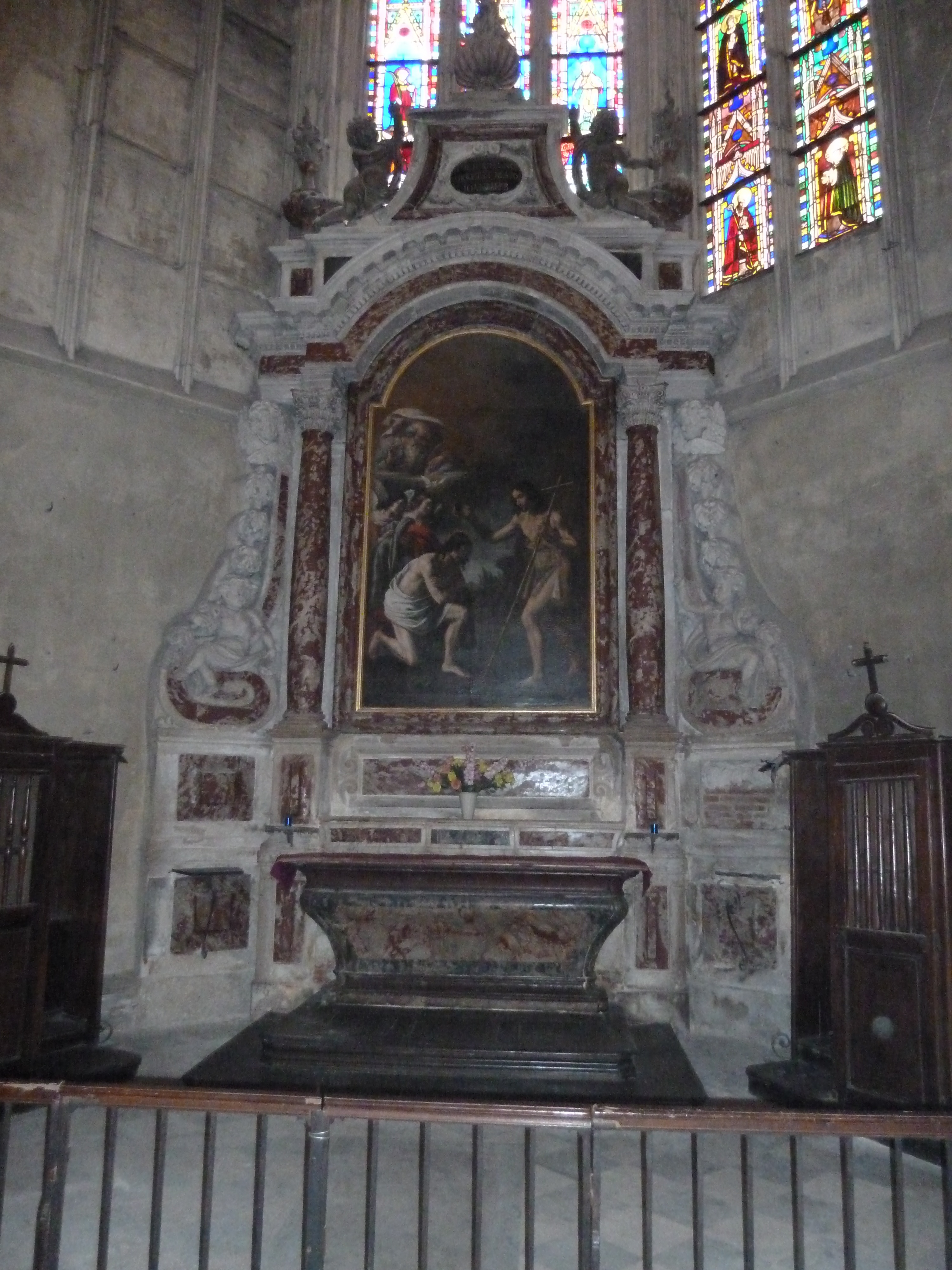
Cathédrale Saint-Étienne de Toulouse Chapelle Saint Jean-Baptiste Baptême de Jésus-Christ

### Articles
- Peintre de l'hôtel de ville de Toulouse